# Теламон
Теламон, (грч. Τελαμών лат. Telamon) је био краљ острва Саломине, син егинскога краља Еака и његове жене Ендеиде.
Теламон је био пријатељ највећег јунака грчких митова, Херакла, и суделовао је са њим у походу на Троју.
Са јунаком Мелагромом био је учесник у лову на калидонског вепра, а са Јасоном у походу Аргонаута за златним руном у Колхиду.
Теламон се прославио не само својим делима, већ и са својим потомцима. Са Перибејом, првом својом женом, имао је сина Ајанта, а са другом Хесионом, сина Теукра.
Оба његова сина су били међу најхрабријим вођама удружених ахејских војски у рату против Троје, а Ајант је, после Ахилеја био најснажнији ахејски ратник.
Теламон је постао оличење сналажљивости, а у походу на Троју и њеном освајању, први је ушао у град. Тада је Херакло потегао мач на њега јер није навикао да неко други буде испред њега. У том моменту се Теламон сагнуо и почео скупљати камење.
Шта то радиш, Теламоне„“ - заћуђено је Херакло упитао.
„Градим жртвеник у част највећег јунака“ - Херакла - одговорио је Теламон.